# Celebridad (serie de televisión)
Celebridad (en hangul, 셀러브리티; romanización revisada del coreano: Selleobeuriti) es una serie de televisión web surcoreana dirigida por Kim Cheol-kyoo y protagonizada por Park Kyoo-young, Kang Min-hyuk, Lee Chung-ah, Lee Dong-keon y Jeon Hyo-sung. Su estreno está programado para el 30 de junio de 2023 en la plataforma Netflix.

## Sinopsis
Seo A-ri había vivido en la riqueza durante su infancia y adolescencia, hasta que la empresa de su padre quebró y no pudo ni siquiera terminar los estudios universitarios. Ahora, sola ya con su madre, se gana la vida vendiendo cosméticos puerta a puerta. Tras algunos hechos fortuitos, de forma inesperada se vuelve una estrella de las redes sociales. Sin embargo, este mundo aparentemente brillante puede esconder insidias.

## Reparto

### Reparto principal
- Park Kyoo-young como Seo A-ri, una vendedora de cosméticos, que pasa de ser una persona común a una celebridad con más de un millón de seguidores, influyente en las redes sociales.[4][5][6][7]
- Kang Min-hyuk como Han Joon-kyung, director ejecutivo de Hue Cosmetics, miembro de tercera generación de una familia chaebol, que se siente atraído por A-ri cuando la conoce casualmente.[8]
- Lee Chung-ah como Yoon Si-hyun, la esposa de Jin Tae-jeon, hija de un miembro de la Asamblea Nacional y presidenta de una fundación cultural.[9][10][11]
- Lee Dong-keon como Jin Tae-jeon, viejo amigo de Joon-kyung y marido de Si-hyun, director ejecutivo del bufete de abogados Taekang.[12][13]
- Jeon Hyo-sung como Oh Min-hye, excompañera de clase de secundaria de A-ri que ahora es una persona influyente en las redes sociales.[14][15]

### Reparto secundario

#### Club Gabin
- Han Jae-in como Jin Chae-hee, una influyente, hermana menor de Tae-jeon, que la ha confiado al cuidado de su mujer, Si-hyun.[16]
- Jung Yoo-min como Han Yoo-rang, una influyente.[17]
- Han Eu-ddeum como Angela, una influyente.[18]
- Kim Si-hyun como Jina, una influyente.
- Jin So-yeon como Biniimom, una influyente que formó parte del club.

#### Entorno de A-ri
- Nam Ki-ae como Lee Hyun-ok, la madre de A-ri.
- Park Ye-ni como Yoon Jung-sun, amiga y compañera de trabajo de A-ri.
- Um Hyo-sup como Park Kyung-bae, el tío postizo de A-ri.
- Lee Jung-joon como Seo Doo-sung, el hermano menor de A-ri.[19]

#### Otros
- Moon Tae-yoo como Joo Seung-hyuk, director de A Picks Consulting Company.
- Yang Hye-jin como la madre de Joon-kyung.
- Seo Hyun-woo como Jang Hyun-soo, detective de policía.
- Jung Wook-jin como Kwon Myung-ho, marido de Min-hye, director de MH Luxury Cars.
- Kim No-jin como Lee Eun-chae / Lee Sun-young , trabaja en un salón de belleza.
- Hwang Dong-joo como Kim Min-chan, marido de Yoo-rang, director de una clínica de cirugía plástica.
- Choi Young-woo como Hwang Yong-tae, gestiona la discoteca Aragon, frecuentada por gente famosa.[20]
- Oh Ryung como Ji Ho-won.
- Seo Hye-rin.
- Ban Eun-se.

### Apariciones especiales - celebridades
- Nana.[21]
- Lee Jun-ho.[22]
- Seol In-ah como Song Yeon-woo.[23]
- Han Eun-jung como Wang Ro-la.[24]
- Kim Su-oh como un detective.
- Lee Hye-sung.[21]
- Hong Ji-yoon.[21]
- Lee Sang-yoon.[21]
- Aiki.[21]
- Lee Sa-bae.[21]
- Cha Hyun-seung.[21]
- Oh Jin-taek.[21]
- Park Jae-min.[21]
- Choi Kwang-rok.[21]
- Jung Eugene como Choi Bom.
- Yoon Bora.[21]
- David Lee McInnis.[21]
- Yuqi como Zhang Wei, una influyente china que participa en el negocio de moda de A-ri.[23]

## Producción
Celebridad es una de las 35 series que produce Studio Dragon en el año 2023. Está dirigida por Kim Cheol-kyu, quien ganó el premio a mejor director en los 57.º Premios Baeksang Arts por su trabajo en Flower of Evil, y ha dirigido también otras series como Chicago Typewriter (2017) yMother (2018). El guionista Kim Yi-young es conocido asimismo por sus series de ambientación histórica, como Yi San (2007-08), Dong Yi (2020) y Haechi (2019). Para el actor Lee Dong-gun representa una vuelta a las pantallas cuatro años después de Leverage: Fraud Manipulator. En la elección de los actores, y aparte de algunos protagonistas, se buscó frescura y caras nuevas, de modo que muchos de ellos eran novatos.
A finales de mayo de 2022 se anunció la producción de la serie y los nombres de los protagonistas. El rodaje comenzó a principios de diciembre del mismo año. Para las escenas de desfiles de modas y actos públicos con las celebridades, la producción se valió de la colaboración de ESteem, una empresa especializada en este ámbito. El coste de producción fue elevado, en buena parte por el uso abundante de ropa y artículos de lujo, ya que se evitó usar falsificaciones.
El 31 de mayo de 2023 Netflix anunció la fecha de estreno de la serie y la presentó con un tráiler y un cartel. El 26 de junio se presentó la producción en el hotel Naru MGallery en Mapo-gu, Seúl, con la presencia del director y los protagonistas.

## Recepción

### Audiencia
Según datos proporcionados por Netflix, la serie entró en la semana del 26 de junio al 2 de julio de 2023 entre los diez programas de lengua no inglesa más vistos en el mundo a través de la plataforma, y quedó en octava posición con casi diecisiete millones de horas. En su segunda semana alcanzó la primera posición de esa lista, y en la tercera semana cayó a la segunda posición, después de King the Land, y acumulaba treinta millones de horas.

### Crítica
Fue muy comentada en Corea del Sur y considerada como absurda una escena en la que una empleada del servicio doméstico sigue a Jun-kyung cuando este entra en casa y se agacha para descalzarlo mientras él sigue andando. Algunos espectadores han considerado esta escena una caricatura de la figura del heredero chaebol.
Jung Deok-Hyeon (EnterMedia) escribe sobre la serie que es un «trabajo inmersivo [...] que brinda diversión de varios géneros. Pero, sobre todo, lo que llama la atención de esta obra es que retrata muy bien el rostro desnudo de esta sociedad, donde las redes sociales penetran profundamente en la cotidianidad y ejercen un poder tremendo, desde un punto de vista crítico».